# Sector Amateur del Fútbol Mexicano
El Sector Amateur del Fútbol Mexicano es el conjunto de torneos y competencias no profesionales organizadas por las distintas asociaciones y ligas estatales y universitarias. Tiene por objetivo fortalecer el esquema nacional para la práctica del deporte y promoción de la salud, a través del desarrollo de proyectos deportivos e infraestructura, entregando mejores condiciones de competencia, capacitando a Entrenadores y Directivos, siguiendo una reglamentación específica por categoría y regulándolo bajo los lineamientos del Fair Play de FIFA con árbitros Certificados.

## Asociaciones
Para su correcto desarrollo y atención a los usuarios, el Sector Amateur de la Federación Mexicana de Fútbol, está compuesto por 33 asociaciones: una por cada estado y la Ciudad de México, y una representando a la Universidad Nacional Autónoma de México, en donde se encuentran los más de 230 000 afiliados con los que cuenta el Sector Amateur entre los 5 y los 65 años de edad.
1. Asociación de Fútbol Aficionado de Aguascalientes, A.C.
2. Asociación de Fútbol Aficionado de Baja California, A.C.
3. Asociación Sudcaliforniana de Fútbol Amateur, A.C.
4. Asociación de Fútbol Aficionado de Campeche, A.C.
5. Asociación de Fútbol de Chiapas, A.C.
6. Asociación de Fútbol Aficionado del Estado de Chihuahua, A.C.
7. Asociación de Fútbol del Estado de Coahuila, A.C.
8. Asociación de Fútbol del Estado de Colima, A.C
9. Asociación de Fútbol de Aficionados del Distrito Federal, A.C.
10. Asociación de Fútbol Aficionado del Estado de Durango, A.C.
11. Asociación Mexiquense de Fútbol Amateur, A.C.
12. Asociación Guanajuatense de Fútbol Aficionado, A.C.
13. Delegación Estatal de Fútbol de Guerrero, A.C.
14. Asociación Hidalguense de Fútbol Aficionado, A.C.
15. Asociación de Fútbol Aficionado del Estado de Jalisco, A.C.
16. Asociación de Fútbol del Estado de Michoacán, A.C.
17. Asociación de Fútbol del Estado de Morelos, A.C.
18. Asociación de Fútbol del Estado de Nayarit, A.C.
19. Asociación de Fútbol de Nuevo León, A.C.
20. Asociación de Fútbol Aficionado del Estado de Oaxaca, A.C.
21. Asociación Poblana de Fútbol Sector Amateur A.C.
22. Asociación de Fútbol del Estado de Querétaro, A.C.
23. Asociación de Fútbol Aficionado de Quintana Roo, A.C.
24. Asociación de Fútbol Colegiado del Estado de San Luis Potosí, A.C.
25. Asociación de Futbolistas Organizados del Estado de Sinaloa, A.C.
26. Asociación de Fútbol Soccer del Estado de Sonora, A.C.
27. Asociación de Fútbol Aficionado del Estado de Tabasco, A.C.
28. Asociación de Fútbol Federado del Estado de Tamaulipas, A.C.
29. Asociación de Fútbol del Estado de Tlaxcala, A.C.
30. Asociación de Fútbol Amateur del Estado de Veracruz, A.C.
31. Asociación de Fútbol del Estado de Yucatán, A.C.
32. Asociación Zacatecana de Fútbol Aficionado, A.C.

## Campeonatos y Ligas
El Sector Amateur realiza diversos eventos en México, siendo los más importantes, los Campeonatos Nacionales Scotiabank y la Liga Nacional Juvenil Scotiabank; eventos en los que participan todas las Asociaciones Estatales que integran al Sector Amateur:[cita requerida]
- Campeonato Nacional Scotiabank Sub-10
- Campeonato Nacional Scotiabank Sub-13
- Campeonato Nacional Scotiabank Sub-25
- Liga Nacional Juvenil Scotiabank Sub-17
- Liga Nacional Juvenil Scotiabank Sub-20